# Charles Dévé
 (mai 2016).
Charles Dévé (Paris, 13 avril 1861 - Lyon, 22 décembre 1945) est un scientifique et militaire français, colonel et spécialiste de l'optique.

## Biographique
Charles Dévé fut chargé en 1897 de monter un service de fabrication d'optique au sein de l'Atelier de constructions de Puteaux. Spécialiste des questions d'optique au sein de l'armée, où il devient colonel, il participe à la création de l'Institut d'optique théorique et appliquée (actuellement nommé SupOptique). Il fut ensuite directeur adjoint de l'Institut d'optique de 1919 à 1936. Il fit de nombreux travaux sur les instruments d'optique et le travail du verre. Son ouvrage Le travail des verres d'optique de précision fit mondialement référence et fut traduit en anglais sous le titre Optical Workshop Principles.

## Œuvres
Charles Dévé est notamment l'auteur de plusieurs communications à l'Académie des sciences :
- Sur des lunettes autocollimatrices à longue portée et un vérificateur optique des lignes et surfaces de machines (1898)
- Sur un phakometre à oscillation (1899)
- Sur les ondes de choc, leur réfraction et leur mirage à l'intérieur d'un courant d'air (1920)
- Sur le bruit des avions (1922)
- Sur un appareil de réduction microscopique dénommé Pangrafic (1925). Le pangrafic est instrument permettant de graver de petites marques de contrôle sur des pièces optiques.
- Machine à translations epicycloidales automatiques pour surfacer les verres d'optique (1928)
- Sur un projecteur d'alignement  (1930)